# Microneta orthogonia
Espèce
Synonymes
- Agyneta orthogonia Irfan, Wang & Zhang, 2023

Microneta orthogonia est une espèce d'araignées aranéomorphes de la famille des Linyphiidae.

## Distribution
Cette espèce est endémique de Chongqing en Chine,. Elle se rencontre dans le xian de Wushan.

## Description
Le mâle holotype mesure 2,58 mm et la femelle paratype 2,36 mm.

## Systématique et taxinomie
Cette espèce a été décrite sous le protonyme Agyneta orthogonia par Irfan, Wang et Zhang en 2023. Elle est placée dans le genre Microneta par Irfan, Zhou, Peng et Zhang en 2025.

## Publication originale
- Irfan, Wang & Zhang, 2023 : « Survey of Linyphiidae spiders (Arachnida: Araneae) from Wulipo National Nature Reserve, Chongqing, China. » European Journal of Taxonomy, vol. 871, p. 1-85 (texte intégral).